# رود فارس
رود فارس (انگلیسی: Fars) یک رودخانه در استان آدیغیه کشور روسیه است.